# میریوویتسه
میریوویتسه (به چکی: Miřejovice) یک منطقهٔ مسکونی در جمهوری چک است که در ناحیه لیتومیریتسه واقع شده‌است. میریوویتسه ۱٫۹۸ کیلومتر مربع مساحت و ۱۷۸ نفر جمعیت دارد و ۲۷۳ متر بالاتر از سطح دریا واقع شده‌است.